# Затяжной прыжок (фильм)
«Затяжной прыжок» (англ. Cutaway) — американский боевик.
Слоган фильма: «Экстремальные времена призывают к экстремальным мерам».

## Сюжет
Агент Виктор Купер (Стивен Болдуин) занимается разоблачением наркодельцов. Однажды одна из операций по перехвату контрабанды наркотиков заканчивается провалом, и Виктора отстраняют от работы. Он решает провести собственное расследование. Вскоре он узнаёт о загадочном обществе парашютистов, денно и нощно совершающих перелёты из Флориды, чтобы отрабатывать свои прыжки.
Его подозрения в содействии парашютистов переправке наркотиков полностью подтверждаются, и он внедряется в их общество. Их странная, безумная жизнь над землёй ослепляет разум и распаляет чувства.

## В ролях
| Актёр              | Роль                     |
| ------------------ | ------------------------ |
| Том Беренджер      | «Рэд Лайн»               |
| Стивен Болдуин     | агент Виктор «Вик» Купер |
| Деннис Родман      | Рэнди «Турбо» Кингстон   |
| Максин Банс        | «Звезда»                 |
| Рон Сильвер        | лейтенант Брайан Мэргэйт |
| Рой Ангелофф       | «Бум-бум»                |
| Маркос А. Феррарез | «Гранд Раш»              |
| Адам Вайли         | Кэл                      |
| Томас Йен Николас  | Рип                      |
| Филлип Глассер     | Корд                     |
| Каспер Ван Дьен    | Дельмира                 |
| Кэт Стоун          | блондинка-пилот          |
| Билл Бус           | парашютист               |
| Роберт Смолл       | авиадиспетчер            |